# Esumtjärnen
Esumtjärnen är en sjö i Älvdalens kommun i Dalarna och ingår i Dalälvens huvudavrinningsområde. Sjön har en area på 0,0455 kvadratkilometer och ligger 369,4 meter över havet.

## Delavrinningsområde
Esumtjärnen ingår i det delavrinningsområde (679511-139013) som SMHI kallar för Utloppet av Lill-Ugsi. Medelhöjden är 389 meter över havet och ytan är 5,78 kvadratkilometer. Räknas de 12 avrinningsområdena uppströms in blir den ackumulerade arean 131,47 kvadratkilometer. Ugan som avvattnar avrinningsområdet har biflödesordning 2, vilket innebär att vattnet flödar genom totalt 2 vattendrag innan det når havet efter 377 kilometer. Avrinningsområdet består mestadels av skog (68 procent). Avrinningsområdet har 0,7 kvadratkilometer vattenytor vilket ger det en sjöprocent på 12 procent.